# Canavalia macropleura
Canavalia macropleura är en ärtväxtart som beskrevs av Charles Vancouver Piper. Canavalia macropleura ingår i släktet Canavalia och familjen ärtväxter. Inga underarter finns listade i Catalogue of Life.